# Windows Server 2008
Windows Server 2008 (algunas veces abreviado como "Win2K8" o "W2K8") es el nombre de un sistema operativo de Microsoft diseñado para servidores.

Es el sucesor de Windows Server 2003, distribuido al público casi cinco años después. Al igual que Windows Vista, Windows Server 2008 se basa en el núcleo Windows NT 6.0 Service Pack 1. Entre las mejoras de esta edición, se destacan nuevas funcionalidades para el Active Directory, nuevas prestaciones de virtualización y administración de sistemas, la inclusión de IIS 7.5 y el soporte para más de 256 procesadores. 
Hay siete ediciones diferentes: Foundation, Standard, Enterprise, Datacenter, Web Server, HPC Server y para Procesadores Itanium.
El sistema operativo continúa recibiendo actualizaciones de seguridad extendida (ESU) hasta el 10 de enero de 2023 (9 de enero de 2024 para usuarios de Microsoft Azure).

## Origen
Fue conocido como Windows Server "Longhorn" hasta el 16 de mayo de 2007, cuando Bill Gates, presidente de Microsoft, anunció su título oficial (Windows Server 2008) durante su discurso de apertura en el Windows Aero está deshabilitado y usa la interfaz clásica de versiones anteriores de Windows. La beta uno fue lanzada el 27 de julio de 2005. La beta dos fue anunciada y lanzada el 23 de mayo de 2006 en WinHEC 2006, y la beta tres fue lanzada al público el 25 de abril de 2007. Su lanzamiento fue el 27 de febrero de 2008.

## Características
Las modificaciones con respecto a la arquitectura del nuevo Windows Server 2008 pueden cambiar drásticamente la manera en que se usa este sistema operativo. Estos cambios afectan a la manera en que se gestiona el sistema hasta el punto de que se puede llegar a controlar el hardware de forma más efectiva, se puede controlar mucho mejor de forma remota y cambiar de forma radical la política de seguridad. Entre las mejoras que se incluyen, están:
- Nuevo proceso de reparación de sistemas NTFS: proceso en segundo plano que repara los archivos dañados.
- Creación de sesiones de usuario en paralelo: reduce tiempos de espera en los Terminal Services y en la creación de sesiones de usuario a gran escala.
- Cierre limpio de Servicios de la máquina.
- Sistema de archivos SMB2: de 30 a 40 veces más rápido el acceso a los servidores multimedia.
- Address Space Load Randomization (ASLR): protección contra malware en la carga de controladores en memoria.
- Windows Hardware Error Architecture (WHEA): protocolo mejorado y estandarizado de reporte de errores.
- Virtualización de Windows Server: mejoras en el rendimiento de la virtualización.
- PowerShell: inclusión de una consola mejorada con soporte GUI para administración.
- Server Core: el núcleo del sistema se ha renovado con muchas mejoras y permite esta modalidad de operación en la que se elimina la GUI.
- Administrador del servidor: una herramienta de administración basada en roles.

## Ediciones

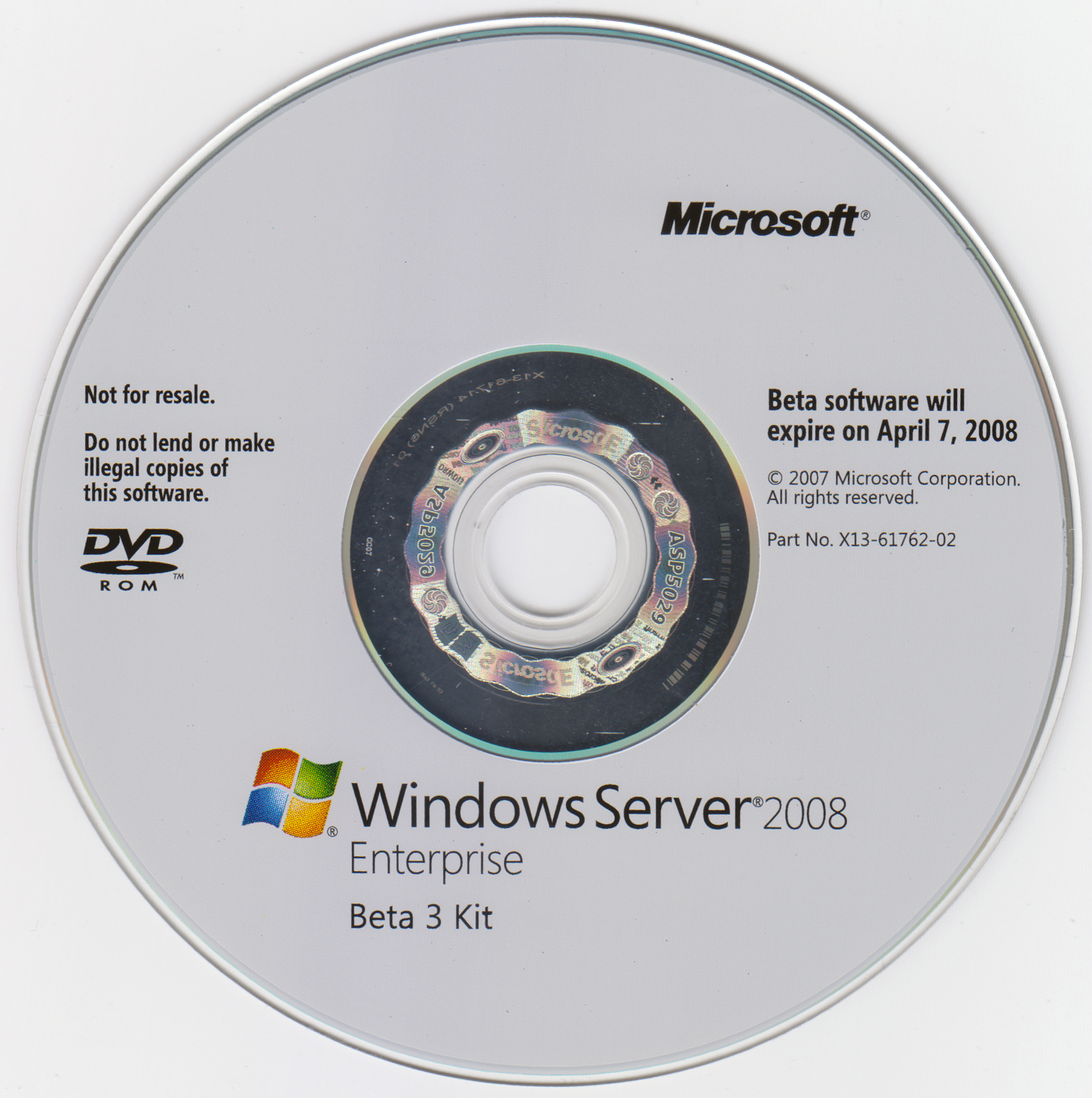
Windows Server 2008 Beta 3 DVD

La mayoría de las ediciones de Windows Server 2008 están disponibles en x86-64 (64 bits) y x86 (32 bits). Windows Server 2008 para sistemas basados en Itanium soporta procesadores IA-64. La versión IA-64 se ha optimizado para escenarios con altas cargas de trabajo como servidores de bases de datos y aplicaciones de línea de negocios (LOB). Por ende no está optimizado para su uso como servidor de archivos o servidor de medios. Microsoft ha anunciado que Windows Server 2008 será el último sistema operativo para servidores disponible en 32 bits. Windows Server 2008 está disponible en las ediciones que figuran a continuación, similar a Windows Server 2003.
- Windows Server 2008 Standard Edition (x86 y x86-64)
- Windows Server 2008 Todas las Ediciones (Solo 64Bit)
- Windows Server 2008 Enterprise Edition (x86 y x86-64)
- Windows Server 2008 Datacenter Edition (x86 y x86-64)
- Windows HPC Server 2008 (reemplaza Windows Compute Cluster Server 2003)
- Windows Storage Server 2008 (x86 y x86-64)
- Windows Small Business Server 2008 (Nombre clave "Cougar") (x86-64) para pequeñas empresas
- Windows Essential Business Server 2008 (Nombre clave "Centro") (x86-64) para empresas de tamaño medio[5]
- Windows Server 2008 para sistemas basados en Itanium

Server Core está disponible en las ediciones Web, Standard, Enterprise y Datacenter, aunque no es posible usarla en la edición Itanium. Server Core es simplemente una opción de instalación alterna soportada y en sí no es una edición propiamente dicha. Cada arquitectura dispone de un DVD de instalación independiente.
Windows Server 2008 Standard Edition, y Windows Server 2008 R2 Standard Edition estaban disponibles gratuitamente para estudiantes a través del programa Microsoft DreamSpark.
Actualmente Windows Server 2008 Standard Edition (32 y 64bits), Windows Server 2008 Enterprise Edition (32 y 64bits), Windows Server 2008 Datacenter Edition (32 y 64bits), Windows Server 2008 R2 Standard Edition (con y sin SP1), Windows Server 2008 R2 Web Edition (con y sin SP1), Windows Server 2008 R2 Enterprise Edition (con y sin SP1), y Windows Server 2008 R2 Datacenter Edition (con y sin SP1), están disponible gratuitamente para estudiantes a través del programa Microsoft DreamSpark, al renovarse la licencia.

## Service packs
Microsoft lanza ocasionalmente service packs para su familia de sistemas operativos Windows para proteger al usuario frente a nuevas vulnerabilidades detectadas y también añadir nuevas características para que el equipo este en óptimas condiciones.

### Service Pack 2
Debido a que Windows Server 2008 se basa en el núcleo Windows NT 6.0 Service Pack 1, la versión final (RTM) es considerada como Service Pack 1; de acuerdo con esto, el primer service pack lanzado será llamado "Service Pack 2". Anunciado el 24 de octubre de 2008, este service pack contiene los mismos cambios y mejoras que el equivalente Windows Vista Service Pack 2, así como la versión final de Hyper-V (1.0) y mejoras que le permiten una reducción del 10% en el uso de energía.

#### Requisitos de hardware
|                    | Mínimos                                                                                            | Recomendados |
| ------------------ | -------------------------------------------------------------------------------------------------- | --- |
| Procesador         | 1 GHz (x86) o 1.4 GHz (x64)                                                                        | 2 GHz o superior |
| Memoria            | 512 MB RAM (podría limitarse el rendimiento y algunas características)                             | 16 GB RAM o más - Máximo (sistemas de 32-bits): 32 GB RAM (edición Standard) o 64 GB RAM (ediciones Enterprise, Datacenter) - Máximo (sistemas de 64-bits): 32 GB RAM (edición Standard) o 2 TB RAM (ediciones Enterprise, Datacenter y para sistemas basados en Itanium) |
| Tarjeta gráfica    | Super VGA (800 x 600)                                                                              | XGA (1024 x 768) o resolución mayor |
| Espacio libre HDD  | 10 GB                                                                                              | 40 GB o más Los equipos que dispongan de más de 16 GB de memoria RAM requerirán más espacio en disco para archivos de paginación y volcado. |
| Unidades           | CD-ROM                                                                                             | DVD-ROM o mejor |
| Otros dispositivos | Monitor Super VGA (800 x 600) o con resolución mayor u otras entradas (HDMI, DVI), teclado y ratón | Monitor Super VGA (800 x 600) o con resolución mayor u otras entradas (HDMI, DVI), teclado y ratón |

## Windows Server 2008 R2
Microsoft introdujo Windows Server 2008 R2 en la Professional Developers Conference (PDC) del 2008 como una variante de servidor del nuevo sistema operativo Windows 7.
 Una guía preliminar publicada por la compañía describe muchas áreas de mejora, notablemente la inclusión de un número de nuevas características de virtualización incluyendo Live Migration y Cluster Shared Volumes, un reducido consumo de energía, un nuevo conjunto de herramientas de administración, nuevas características Active Directory como una "papelera de reciclaje" para objetos AD borrados, una nueva versión de IIS (7.5) que incluye un renovado servidor FTP, soporte para DNSSEC y el aumento del número de núcleos de procesamiento de 64 a 256. Los procesadores de 32-bits ya no están soportados.
Algunas mejoras en la opción de instalación Server Core incluyen la remoción total del entorno gráfico del sistema operativo, y el soporte a .NET Framework, incluyendo aplicaciones ASP.NET y soporte para Windows PowerShell.
Las mejoras en el rendimiento fueron un área de desarrollo importante en esta versión; Microsoft anunció que se habían realizado trabajos para disminuir el tiempo de arranque, mejorar la eficiencia de operaciones E/S a la vez que reducir potencia de procesamiento y mejoras generales de velocidad en dispositivos de almacenamiento, especialmente en iSCSI.
El 7 de enero de 2009, se lanzó una versión preliminar (beta) de Windows Server 2008 R2 para suscriptores de los programas de Microsoft, TechNet y MSDN, así como también a participantes del programa Microsoft Connect sobre Windows 7. Dos días después, se lanzó al público general mediante el Centro de descargas de Microsoft.
La versión RTM (Release To Manufacturing) fue anunciada el 22 de julio de 2009. Entre los cambios que incluye respecto a la edición anterior  se incluyen mejoras en las funcionalidades de virtualización, Active Directory y capacidades de seguridad.

### Service Pack 1
El Service Pack 1 para Windows Server 2008 R2 y Windows 7 fue anunciado el 9 de febrero de 2011 . Entre los cambios que introdujo se destacan dos nuevas funcionalidades de virtualización, RemoteFX y Dynamic Memory.
Dynamic Memory es una funcionalidad de Hyper-V que ayuda a utilizar la capacidad de la memoria física de forma más eficiente, tratándola como un recurso compartido que puede ser relocalizado entre las máquinas virtuales que se encuentran corriendo; ajusta la cantidad de memoria disponible para una máquina virtual, basándose en los cambios en la demanda y en los valores que se hayan especificado. De esta manera, permite aumentar la densidad de una máquina virtual sin pérdida
del desempeño ni escalabilidad.
Remote FX es una tecnología que introduce mejoras en la experiencia final del usuario, integrándose al Protocolo de Escritorio Remoto (RDP). Permite virtualizar el GPU (Unidad de Procesamiento Gráfico) en el servidor, agregar multimedia y experiencias 3D para VDI (Infraestructura de Escritorio Virtual), entre otras características.

## Ediciones
Todas las ediciones de Windows Server 2008 R2 son únicamente de 64 Bits
- Windows Server 2008 R2 Standard Edition (Solo 64Bit)
- Windows Server 2008 R2 Todas las Ediciones (Solo 64Bit)
- Windows Server 2008 R2 Enterprise Edition (Solo 64Bit)
- Windows Server 2008 R2 Datacenter Edition (Solo 64Bit)
- Windows Web Server 2008 R2 (Solo 64Bit)
- Windows Server 2008 R2 Foundation Server

| Características                               | Foundation | Standard    | Web   | HPC         | Enterprise   | Datacenter | Itanium   |
| --------------------------------------------- | ---------- | ----------- | ----- | ----------- | ------------ | ---------- | --------- |
| Máximo de RAM en x86-64                       | 8 GB       | 32 GB       | 32 GB | 128 GB      | 2 TB         | 2 TB       | 2 TB      |
| Máximo de CPUs físicas                        | 1          | 4           | 4     | 4           | 8            | 64         | 64        |
| Cross-file replication (DFS-R)                | No         | No          | No    | No          | Si           | Si         | Si        |
| Failover clúster nodes (Nodes)                | No         | No          | No    | No          | 16           | 16         | 8         |
| Fault tolerant memory sync                    | No         | No          | No    | No          | Si           | Si         | Si        |
| Módulos de memoria: agregar en caliente       | No         | No          | No    | No          | Si           | Si         | Si        |
| Módulos de memoria: reemplazo en caliente     | No         | No          | No    | No          | No           | Si         | Si        |
| CPUs: agregar en caliente                     | No         | No          | No    | No          | No           | Si         | Si        |
| CPUs: Reemplazo en caliente                   | No         | No          | No    | No          | No           | Si         | Si        |
| Acceso por red: IAS                           | 10         | 50          | No    | No          | Ilimitado    | Ilimitado  | 2         |
| Conexiones por red: RRAS                      | 50         | 250         | No    | 250         | Ilimitado    | Ilimitado  | No        |
| Conexiones administrador en escritorio remoto | 2          | 2           | 2     | 2           | 2            | 2          | 2         |
| Remote Desktop Services gateway               | 50         | 250         | No    | No          | Ilimitado    | Ilimitado  | No        |
| Virtual image use rights                      | No         | Host + 1 VM | Guest | Host + 1 VM | Host + 4 VMs | Ilimitado  | Ilimitado |
| Features                                      | Foundation | Standard    | Web   | HPC         | Enterprise   | Datacenter | Itanium   |

### Microsoft
- Windows Server y Windows Server 2008 R2 TechCenter
- Centro de Evaluación de TechNet - Descarga gratuita del trial de Windows Server 2008 R2 Service Pack 1

### Aprendizaje
- Carrera gratuita de Windows Server 2008 R2 en Microsoft Virtual Academy
- Implementación de Windows Server 2008 R2

| Predecesor: Windows Server 2003 2003 | Sistema operativo para servidores, parte de la familia Microsoft Windows 2008 | Sucesor: Windows Server 2012 2012 |

- Datos: Q11233
- Multimedia: Windows Server 2008 / Q11233